# شاعران پارسی‌گوی هندوستان
تعداد شاعران پارسی گوی هندوستان بسیار زیاد است که در اینجا فهرستی از معروفترین آن‌ها ارائه می‌شود:

## نخستین شاعران
1. روزبه نکتی
2. ابوالفرج رونی
3. مسعود سعد سلمان
4. سعادت پسر مسعود سعد
5. یوسف دربندی لاهوری
6. روحانی
7. عطاء یعقوب
8. محمد ناصر علوی
9. حمید الدین مسعود شالی کوب
10. مختار غزنوی
11. ابونصر فارابی
12. سعدالدین مسعود نوکی
13. ضیاءالدین عبدالرافه ابوالفتوح هروی
14. شهاب الدوله و الدین محمد رشید الرئیس
15. سعدالدین عور غزنوی
16. جمال الدین یوسف نصر
17. سدید الدین علی عمر غزنوی
18. جمال الدین ابوبکر مساعد خسروی
19. شیخ حمید حکیم لاهوری

## فهرست الفبایی شاعران پیشین
- ا

1. طالب آملی
2. ابوالفرج رونی
3. احولی سیستانی
4. محمدسعید اشرف مازندرانی
5. امیر حسن سجزی:

علاء سجزی، معروف به خواجه حسن و امیر حسن دهلوی | ۶۴۹ | ۷۳۷ | ق از عارفان و شاعران بزرگ پارسی‌گوی قرن هفتم و هشتم هجری قمری در هندوستان است.
1. امیرخسرو دهلوی

- ب

1. باذل مشهدی
2. سلطان باهو
3. ملاشاه بدخشی
4. آزاد بلگرامی
5. عبدالقادر بیدل

- ج

1. جام جونه
2. جهان‌آرا بیگم
3. جمال الدین ابوبکر مساعد خسروی
4. جمال الدین یوسف نصر

ح
حشمت بدخشانی
حماد جمالی
- خ

1. خواجه عبیدالدین

- د

1. غالب دهلوی

- ر

1. روح الامین اصفهانی

- س

1. سرمد کاشانی

- ش

1. شهاب الدین بدایونی

- ع

1. عبدالله روزبه النکتی
2. عثمان مروندی

- ع

1. عرفی شیرازی
2. علی بن حامد کوفی

- ف

1. فیضی دکنی

- ق

قدسی مشهدی
- ل

اقبال لاهوری
عمید لویکی
- م

1. مسعود سعد سلمان
2. ملک تاج الدین دهلوی
3. منیر لاهوری
4. مختار غزنوی

محمد بن ناصر علوی
- ن

1. روزبه نکتی
2. ندیم کشمیری

مهاجرت‌های مردمان ایرانی، به ویژه سرایندگان، دانشوران، عارفان، هنرمندان، بازرگانان و کسانی از هر طبقه مردم، به شبه قاره هند عوامل گوناگون و متفاوت دارد، اما آن‌ها را به‌طور کلی می‌توان به دو دسته زیر بخش نمود:
یکی، عواملی که به خارج ایران تعلق دارد و توجه مردم ایران را به شبه قاره جلب کرده‌است، مانند: فراوانیِ نعمت‌های متنوع و تسهیلات مناسب بازرگانی و انگیزه‌های گسترش دین اسلام و صوفی‌گری اسلامی و روش هنرپروری فرمانروایان و شاهان شبه قاره و جاذبه خدمت‌گذاری و یافتن مناصب و مقامات عالی در دولت‌ها و دربارهای آنان و جزاینها.
دوم، عواملی که متعلق به درون ایران بوده و مردم ایران تحت تأثیر آن‌ها خود را به ترک وطن ناگزیر می‌یافتند، مانند: خرابیِ اوضاع سیاسی و اجتماعی و اقتصادی ایران در دوره‌های گوناگون به ویژه در نتیجه حملات مغول، و سخت گیری‌های برخی از فرمانروایان و حکام محلی و تا حدی نیز بی توجهیِ شاهان صفوی به شعر و ادب سنتی که در روزگار پیش از آنان در ایران مرسوم بوده و تعصب سرسخت مذهبیِ بعضی از پادشاهان سلجوقی و صفوی و....
در نتیجه این عوامل، تعدادی از مردمان ایران در زمان‌های مختلف از سراسر کشور ایران به شبه قاره متوجه شدند. اکثر شعرا و فضلای ایرانی در دوره تیموریان یا امپراتوری مغولی هند به شبه قاره وارد شدند و در مراکز مختلف سیاسی و علمیِ آن دوره - چنانچه احمدنگر، برهانپور، بنگاله، بیجاپور، دکن، دهلی، سند و کشمیر و گلکنده و... سکونت ورزیدند و از هنر و علم و فضل خود، اهالی آن جاها را مستفیض و بهره ور کردند.
چنان‌که اشاره شد، مردم ایران از هر نقطه کشور، همت خود را بر مسافرت به شبه قاره گماشتند. اینک بعضی از شهرهای ایران که بیشتر مبداء مهاجرت قرار گرفتند، و برخی از معاریف شعرای آن‌ها را به عنوان نمونه در زیر خلاصه می‌کنیم:
- اردبیل: بزمی اردبیلی، رابطه اردبیلی، عیشی اردبیلی، محوی اردبیلی و...
- استرآباد: ابوالقاسم استرآبادی، تسلی استرآبادی، روغنی استرآبادی، فزونی استرآبادی و...
- اصفهان:احمد اصفهانی، افسر اصفهانی، اکسیر اصفهانی، الهام اصفهانی، امان اصفهانی و...
- بروجرد: صبحی بروجردی، صیقلی بروجردی، مرشد بروجردی، یتیم بروجردی و...
- تبریز: اسد تبریزی، اسماعیل تبریزی، برهان تبریزی، جواهر تبریزی و...
- تهران: آصفجاه تهرانی، سلیم تهرانی، سلیمان تهرانی، شاپور تهرانی، شریف تهرانی و...
- خراسان: اشرف خراسانی، اکبر خراسانی، الفت خراسانی، تسلیم خراسانی و...
- خوانسار: تاجری خوانساری، لطفی خوانساری، وصلی خوانساری و...
- ری: احمد رازی، اسیری رازی، امین رازی، ختمی رازی، رهائی رازی و...
- ساوه: الفتی ساوجی، پیروی ساوجی، شوقی ساوجی، صرفی ساوجی، طریقی ساوجی و...
- سبزوار: زینتی سبزواری، شهاب سبزواری، کیفی سبزواری، لوائی سبزواری و...
- شوشتر: خلقی شوشتری، رمزی شوشتری، شریف شوشتری، عزلتی شوشتری، محققی شوشتری و...
- شیراز: اسیری شیرازی، الهی شیرازی، امی شیرازی، باقر شیرازی، تجلی شیرازی و...
- اراک (عراق): اسکند عراقی، الفتی عراقی، شمس دده عراقی، نصیری عراقی، نسبتی عراقی و...
- قزوین: ادهم قزوینی، اسد قزوینی، باقی قزوینی، جاوید قزوینی، جعفر قزوینی و...
- قم: آصف قمی، اشکی قمی، ایمن قمی، بهاری قمی، تعظیم قمی، شهیدی قمی و...
- کاشان: افسر کاشانی، امین کاشانی، باقر کاشانی، بهاری کاشانی، تشبیهی کاشانی و...
- کرمان: امانی کرمانی، پیامی کرمانی، صدای کرمانی، هاشمی کرمانی و...
- گیلان: تجلی گیلانی، حیاتی گیلانی، سعیدای گیلانی، عشرتی گیلانی، فاتح گیلانی و...
- لاهیجان: افضل لاهیجانی، رافع لاهیجانی، فایق لاهیجانی، فغفور لاهیجانی و...
- مازندران: آشوب مازندرانی، اشرف مازندرانی، برهان مازندرانی، حسین مازندرانی و...
- مشهد: آگاه مشهدی، ارسلان مشهدی، الفتی مشهدی، امینی مشهدی، باقر مشهدی و...
- نیشاپور: برهان نیشاپوری، تقی نیشاپوری، جلال نیشاپوری، رهی نیشاپوری و...
- هرات: آنی هروی، آهی هروی، امینی هروی، جعفر هروی، انسی شاملو هروی و...
- همدان: اصدق همدانی، الهی همدانی، امید همدانی، بهرامی همدانی، تقی همدانی و...
- یزد: آهنگ یزدی، اختری یزدی، ادایی یزدی، الفتی یزدی، ایزدی یزدی و...

## شاعران پسین و معاصر
کبیر (صوفی)
ت
رابیندرانات تاگور
ج
جهان‌آرا بیگم
خ
خواجه میر درد
د
غالب دهلوی
ر
رحمت عزیز چترالی
ز
زیب‌النسا
س
سید وحید اختر
ش
شاه صادق قلندر
ع
عبدالرحیم خان‌خانان
ل
اقبال لاهوری
م
محسن فانی
م (ادامه)
میر ببر علی انیس
میر عثمان علی‌خان
میرزا سلامت علی دبیر
و
ویکرام ست
چ
چاندرا شکر کمبر
گ
گورو گوبیند سینگ